# Władimir Diomin
Władimir Timofiejewicz Diomin, ros. Владимир Тимофеевич Дёмин (ur. 10 marca 1921 we wsi Aloszkino w guberni riazańskiej, Rosyjska FSRR, zm. 10 października 1966 w Moskwie) – rosyjski piłkarz, grający na pozycji napastnika, trener piłkarski.

## Kariera piłkarska

### Kariera klubowa
Zaczął grać w 1935 roku w zespole Krasnopriesnienskiego Parku dla dzieci w Moskwie, następnie w 1937-1938 w juniorskiej drużynie Spartaka Moskwa. W 1939 debiutował w podstawowym składzie Spartaka Moskwa. W 1944 przeszedł do wojskowego klubu CDKA Moskwa. Od 1947 pełnił funkcje kapitana drużyny. We wrześniu 1952, po rozformowaniu CDSA, zasilił skład drużyny miasta Kalinin, która w następnym roku powróciła do Moskwy i zmieniła nazwę na MWO Moskwa. W 1954 roku zakończył karierę piłkarską w odrodzonym CDSA Moskwa.

### Kariera reprezentacyjna
27 maja 1952 debiutował w reprezentacji ZSRR w nieoficjalnym meczu z Węgrami (2:1).

## Kariera trenerska
Po zakończeniu kariery piłkarskiej rozpoczął pracę trenerską. W latach 1955–1957 oraz od czerwca 1958 do października 1966 trenował w szkole piłkarskiej CSKA Moskwa. Od stycznia do maja 1958 prowadził ODO Lwów. Zachorował na gruźlicę i potem leczył się w podmoskiewskiej klinice. Ale ignorował zalecenia lekarzy, nie dotrzymywał się reguł leczenia szpitalnego, co doprowadziło do szybkiej śmierci byłego piłkarza. Zmarł 10 października 1966 w Moskwie. Został pochowany na cmentarzu Wagańkowskim.

## Sukcesy i odznaczenia

### Sukcesy klubowe
- mistrz ZSRR: 1939, 1946, 1947, 1948, 1950, 1951
- wicemistrz ZSRR: 1945, 1949
- zdobywca Pucharu ZSRR: 1945, 1948, 1951
- finalista Pucharu ZSRR: 1944

### Sukcesy indywidualne
- członek Klubu Grigorija Fiedotowa: 100 goli
- wybrany do listy 33 najlepszych piłkarzy ZSRR: Nr 1 (1948, 1951), Nr 2 (1949, 1950)

### Odznaczenia
- tytuł Zasłużonego Mistrza Sportu ZSRR: 1948